# Preston Candover
Preston Candover est un village et une paroisse civile du Hampshire, en Angleterre. Il est situé dans le centre du comté, à 7 km au sud de la ville de Basingstoke. Administrativement, il relève du district de Basingstoke and Deane. Au recensement de 2011, il comptait 510 habitants.

## Étymologie
Le nom Candover est attesté vers 880 sous la forme Cendefer. Il fait référence à la Candover (en), un affluent de l'Itchen dont le nom est d'origine celtique et signifie « les eaux agréables ». Le préfixe Preston apparaît à la fin du XIIIe siècle pour le distinguer du village voisin de Brown Candover et indique qu'il était alors la propriété de prêtres.

## Histoire
Dans son testament, établi dans les années 880, le roi du Wessex Alfred le Grand lègue le domaine de Preston à sa fille cadette Æthelgifu.